# Miravan
Miravan forçant la tombe de ses ancêtres (en anglais Miravan Breaking Open the Tomb of his Ancestors), ou simplement Miravan, est un tableau de Joseph Wright of Derby initialement réalisé en 1772.

## Description
Le tableau, titré Miravan forçant la tombe de ses ancêtres, montre un jeune noble, Miravan, qui vient de découvrir la sépulture de l'un de ses aïeux. Poussé par la cupidité il a ordonné de forcer la tombe, après avoir lu sur l'épitaphe que s'y trouvait « un trésor plus grand que ce que Crésus possédât jamais ». Le tableau montre le dégoût du personnage principal et son angoisse au moment où il comprend qu'il a été dupé. Son ancêtre annonce à Miravan que pour avoir troublé celui de l'un de ses progéniteurs, il sera privé du repos éternel.
L'histoire de Miravan a été expliquée par Joseph Wright et provient des Letters concerning Taste (« Lettres sur le goût ») de John Gilbert Cooper, publiées en 1755. D'après Cooper il s'agit d'une histoire persane, mais il n'existe pas d'autre source connue.
Joseph Wright était réputé pour ses études utilisant des éclairages inhabituels. Le tableau combine cette spécialité avec un style qui a été qualifié de « néo-gothique » et que Wright a également employé dans sa peinture de Démocrite étudiant l'anatomie. Ces deux tableaux montrent aussi la familiarité de l'artiste avec l'anatomie humaine.

## Histoire
Le tableau fut gravé en 1772 par Valentine Green. À l'instar de bien d'autres œuvres de Wright, ses surfaces d'ombre et de lumière fortement marquées se prêtaient idéalement à la manière noire. Ici la scène est éclairée par une simple lampe à huile complétée par le clair de lune. Le tableau fut vendu du vivant de Wright à un certain M. Milne (qui était peut-être de Wakefield). Il entra dans les collections du Derby Museum and Art Gallery en 1935, après avoir été acheté à son propriétaire privé grâce à un financement national.